# Čanište
Čanište (makedonska: Чаниште) är en ort i Nordmakedonien. Den ligger i kommunen Prilep, i den södra delen av landet, 90 kilometer söder om huvudstaden Skopje. Čanište ligger 595 meter över havet och antalet invånare är 348.